# Heilige Drievuldigheidskerk (Berchem)

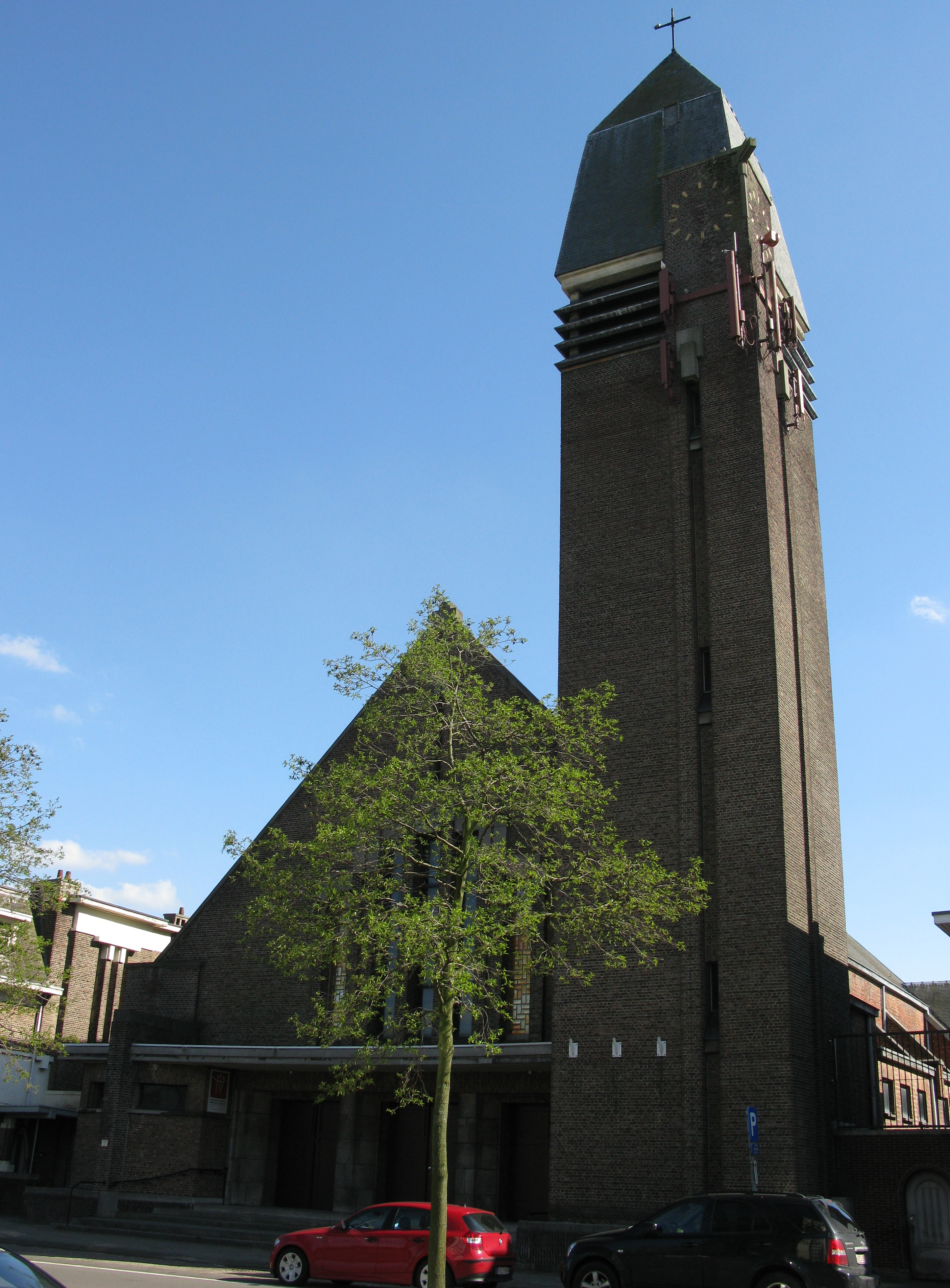
Heilige Drievuldigheidskerk

De Heilige Drievuldigheidskerk is een parochiekerk in de tot de gemeente Antwerpen behorende plaats Berchem, gelegen aan Bacchuslaan 76 en Wapenstilstandlaan 57.
Deze kerk werd gebouwd in 1931-1933 naar ontwerp van Gustaaf Van Meel. De kerk is gebouwd in de stijl van de Nieuwe zakelijkheid maar bevat veel art deco-elementen.
De op het zuiden georiënteerde kerk wordt gedragen door betonelementen en is bekleed met gele baksteen. In de voorgevel bevinden zich glas-in-loodramen, de Drievuldigheid voorstellende. De kerk bezit een naastgebouwde klokkentoren.